# Dendrobium nycteridoglossum
Dendrobium nycteridoglossum är en orkidéart som beskrevs av Heinrich Gustav Reichenbach. Dendrobium nycteridoglossum ingår i släktet Dendrobium, och familjen orkidéer. Inga underarter finns listade i Catalogue of Life.